# Étrangers au paradis
Pour les articles homonymes, voir Étranger au paradis.
 (novembre 2016).
Si vous disposez d'ouvrages ou d'articles de référence ou si vous connaissez des sites web de qualité traitant du thème abordé ici, merci de compléter l'article en donnant les références utiles à sa vérifiabilité et en les liant à la section « Notes et références ».
Étrangers au paradis (titre original : The Native Doctor) est un roman de l'auteur écossais A. J. Cronin publié dans la collection Le Livre de poche (en 1961) (no 3129) et traduit de l'anglais par Maurice-Bernard Endrèbe.

## Résumé
Le docteur Robert Murray a vécu une jeunesse pauvre en Écosse avant d'arriver dans un grand hôpital assez luxueux des États-Unis. Mary Benchley, jeune et jolie infirmière originaire du Vermont est issue d'une famille aisée. Murray n'apprécie pas l'aisance mondaine de la jeune femme. Il est donc irrité d'apprendre qu'ils vont tous les deux, accompagner pendant un mois, le planteur Alexandre Defreece qui, après une grave opération, retourne dans son domaine sur une île des Caraïbes.
La situation sur l'île est explosive et la vie du planteur est très fortement menacée. Un complot mené par Da-Souza, le médecin indigène de la très belle Madame Defreece, vise à tuer le planteur et à prendre le pouvoir. Robert Murray apprend à connaître Mary Bentchley et ses préjugés tombent. Lorsque dans la ville en pleine révolution, la jeune femme disparaît devant la maison de Da-Souza, il risque sa vie pour la sauver.